# دون ميشيل بول
دون ميشيل بول (بالإنجليزية: Don Michael Paul)‏ هو ممثل ومخرج ومنتج وكاتب أمريكي ولد في (19 أبريل 1963).

## حياته العملية
لعب دور البطولة في فيلم قلب ديكسي والفتاة الثرية مع جيل شولين. وكتب سيناريو لهارلي ديفيدسون، ولعب دورا بارزا في نماذج شركة روبوت الحروب. وقد وجهت له العديد من الأفلام بما في ذلك نصف الماضي الميت في عام 2002، وبحيرة هادئة: الجزء الثاني سنة (2012) والهزات 5: السلالة.

## أفلامه

### أفلام مثل فيها
- Winners Take All (1987)
- Rolling Vengeance (1987)
- Aloha Summer (1988)
- Heart of Dixie (1989)
- Rich Girl (1991)
- Jet Stream (2011)

### أفلام كتبها
- Harley Davidson and the Marlboro Man (1991)

### أفلام أخرجها
- نصف ميت (فيلم) (2002)
- The Garden (2006)
- Who's Your Caddy? (2007)
- Lake Placid: The Final Chapter (2012)
- Company of Heroes (2013)
- جارهيد 2 : ميدان النار (2014)
- قناص: تراث (2014)
- Tremors 5: Bloodlines (2015)